# Semitropic
Semitropic (dawniej Semi Tropic) – obszar niemunicypalny w Hrabstwie Kern, w Kalifornii (Stany Zjednoczone), na wysokości 78 m.